# Santi Claudio e Andrea dei Borgognoni
Santi Claudio e Andrea dei Borgognoni ou Igreja de São Cláudio e Santo André dos Burgúndios (em francês:  Saints-Claude-et-André-des-Bourguignons) é uma igreja de Roma, localizada no rione Trevi e  dedicada a São Cláudio de Besançon e ao apóstolo Santo André. É uma das igrejas nacionais de Roma dedicadas à França (especificamente à região do Franco-Condado, antigo Condado da Borgonha). Construída entre 1728 e 1730, é um projeto do arquiteto francês Antoine Dérizet.

## História
Os burgúndios, geralmente banqueiros ou comerciantes, estavam presentes em Roma desde o século XV. Depois da Guerra dos Trinta Anos (1618–1648) e a anexação do Condado da Borgonha ao Reino da França (antes ele era parte do Sacro Império Romano-Germânico e hoje é a região do Franco-Condado da França), a comunidade cresceu e chegou a contar com doze mil pessoas. Em 1652, eles fundaram uma irmandade nacional e compraram um oratório perto da moderna Piazza di San Silvestro e, em 1662, um albergue para peregrinos foi estabelecido na vizinhança. O papa Inocêncio XI finalmente proclamou o oratório a igreja nacional dos burgúndios em Roma.
Em 1726, o edifício antigo foi demolido e em junho de 1728 começou a construção da nova igreja projetada por Antoine Dérizet. Ela foi consagrada em 1731 e dedicada a São Cláudio de Besançon e ao apóstolo Santo André. Desde 1866, os padres da Congregação do Santíssimo Sacramento servem na igreja, mantendo seu voto de perpétua adoração à Santíssimo Sacramento.
A fachada está decorada com duas grandes estátuas de Santo André, de Luc Breton, e São Cláudio, de Guillaume Antoine Grandjacquet, ambas de 1771.  

## Interior
A planta da igreja é de uma cruz grega com uma cúpula hemisférica sobre o cruzeiro. Nos pendículos que a suportam estão imagens em estuque dos quatro evangelistas e os quatro arcos à volta do cruzeiro estão decorados com estuques de anjos e alegorias da Paixão, da Fé e da Esperança. Sobre o altar-mor está um afresco de Jesus Cristo Abençoando de Antonio Bicchi.
Na capela da esquerda está uma urna de mármore multicolorido, obra de Corrado Mezzana, que abriga as relíquias de São Pedro Julião Eymard, fundador da Congregação do Santíssimo Sacramento. Seu altar está decorado com uma pintura de Placido Costanzi, "Visão de São Carlos Borromeo (1731). Na capela da direita, dedicada a São José, estão obras modernas de Cleto Luzi (1949), "Sonho de José" e "Fuga para o Egito". No altar está uma escultura de São José entre dois anjos, obra de Guido Francisci.

## Galeria

Imagens da igreja
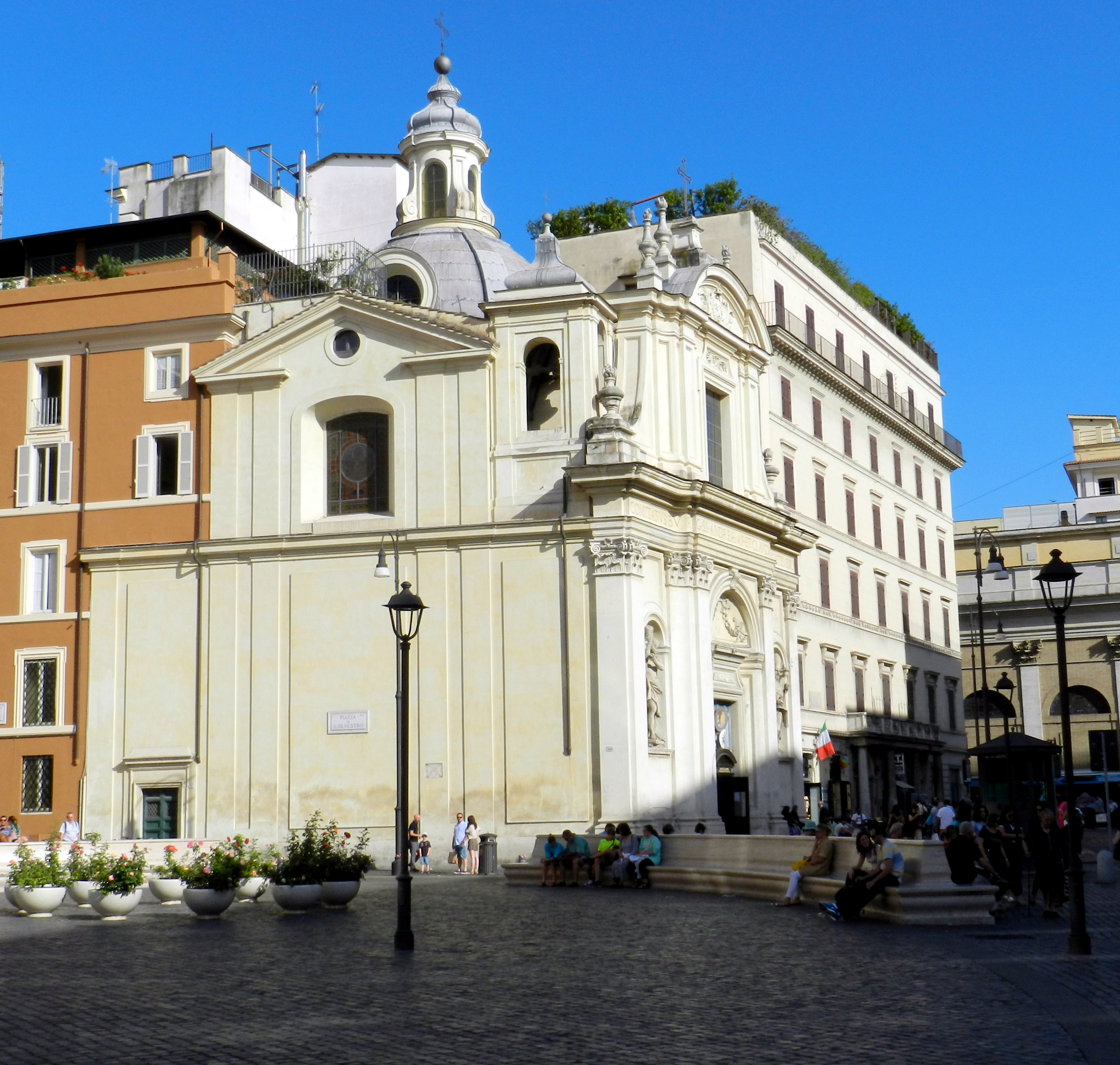
Vista da Piazza San Silvestro e a lateral da igreja.
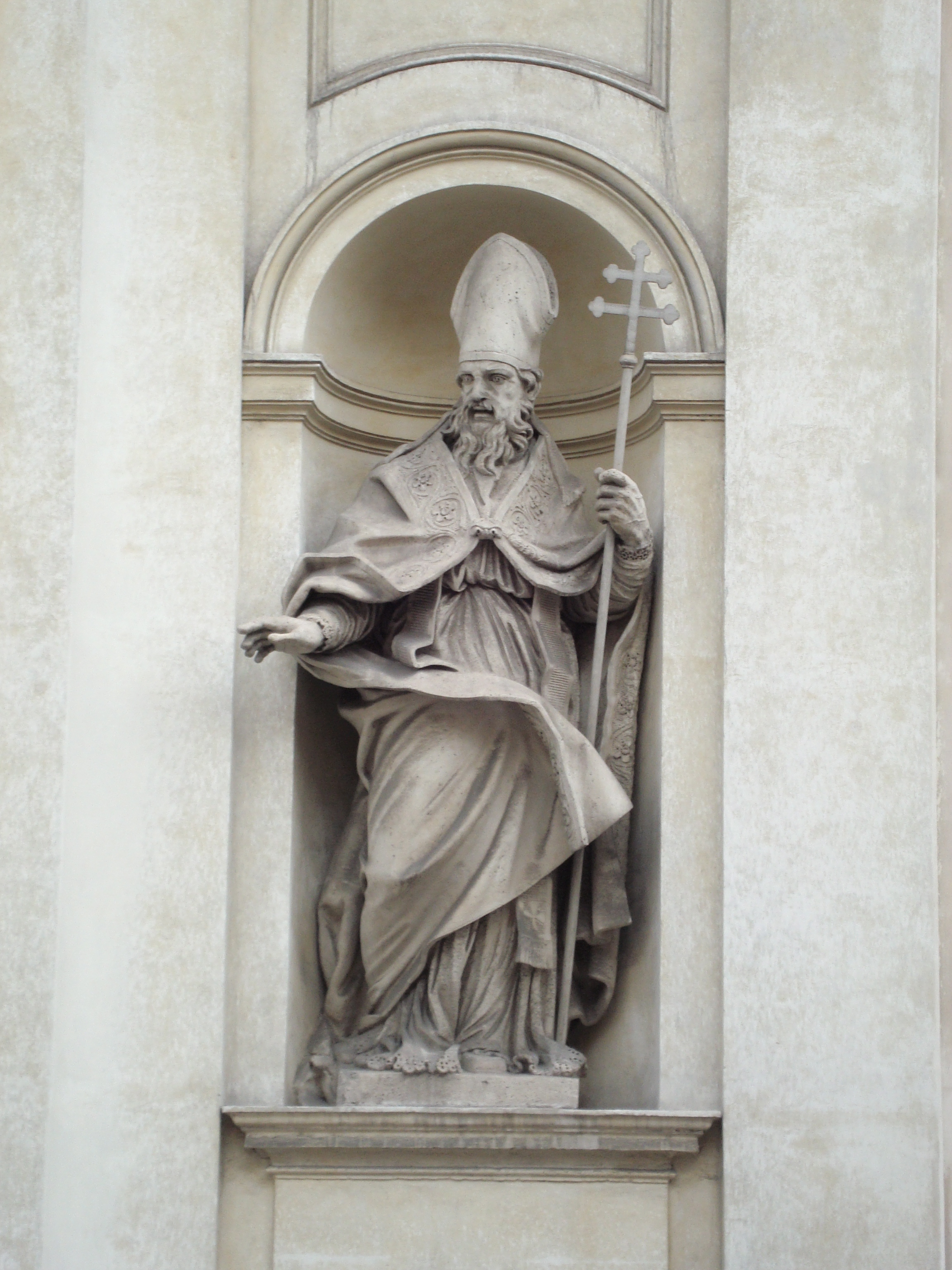
São Cláudio de Besançon na fachada.
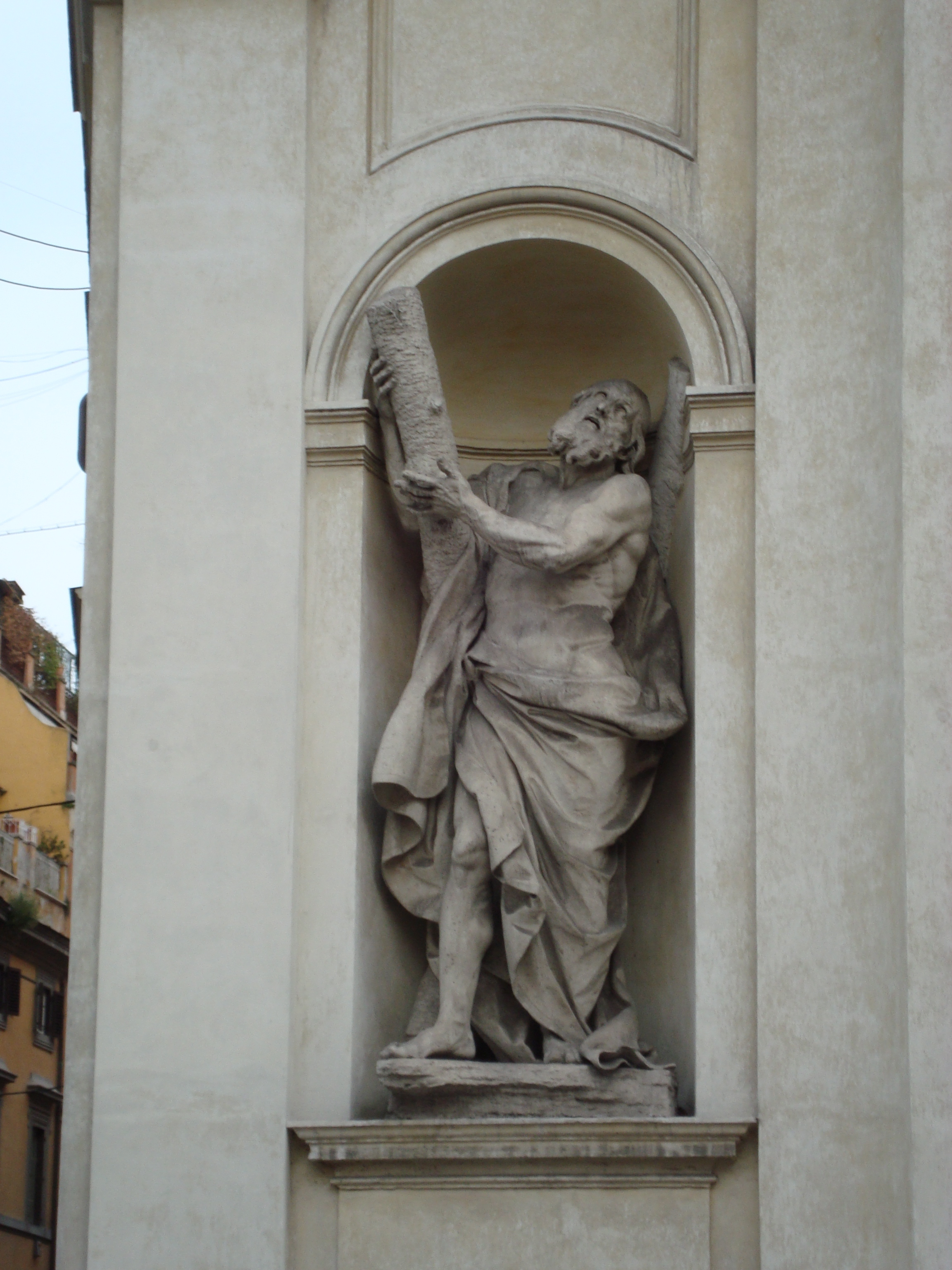
Santo André na fachada.
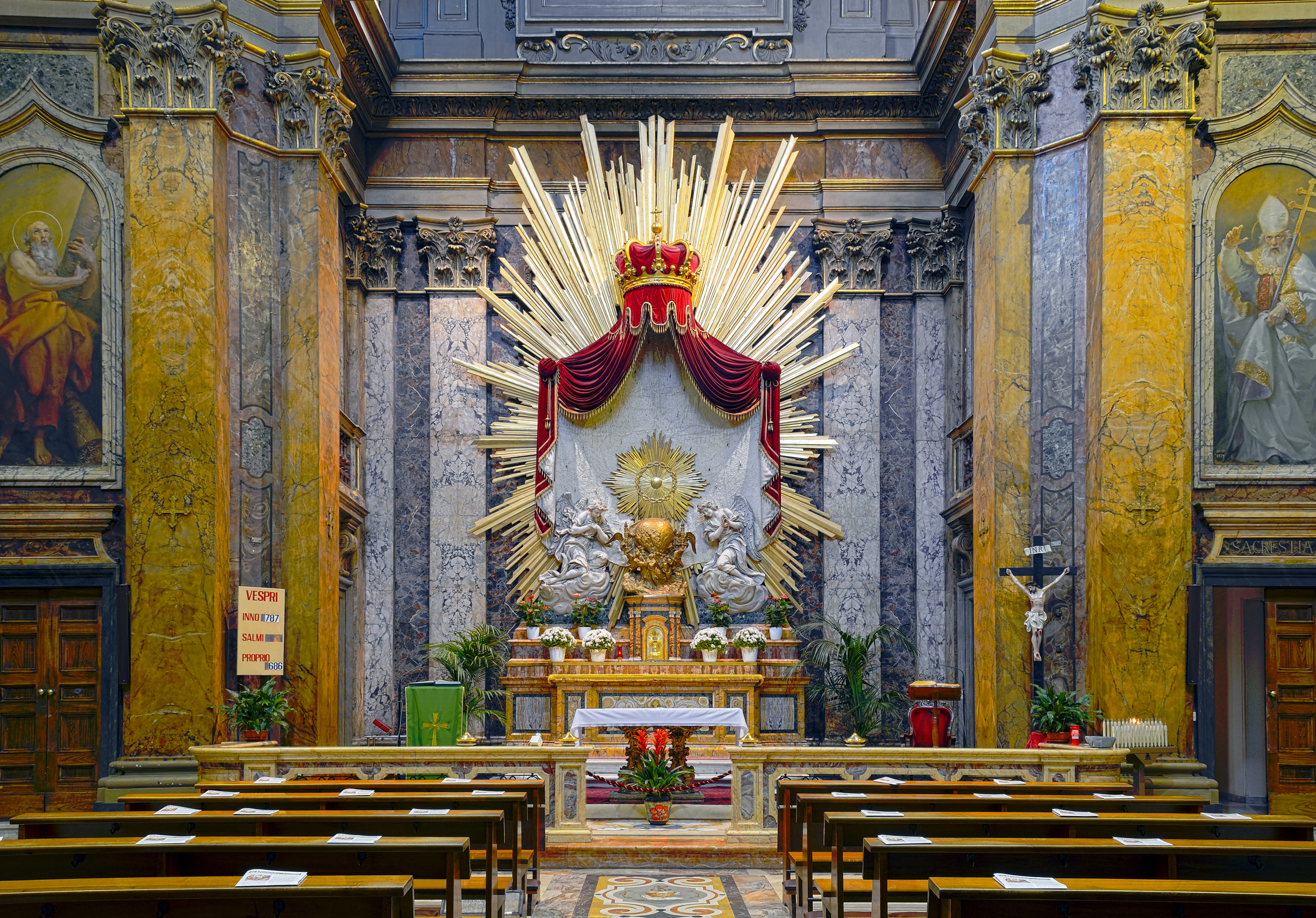
Altar-mor e o sacrário.
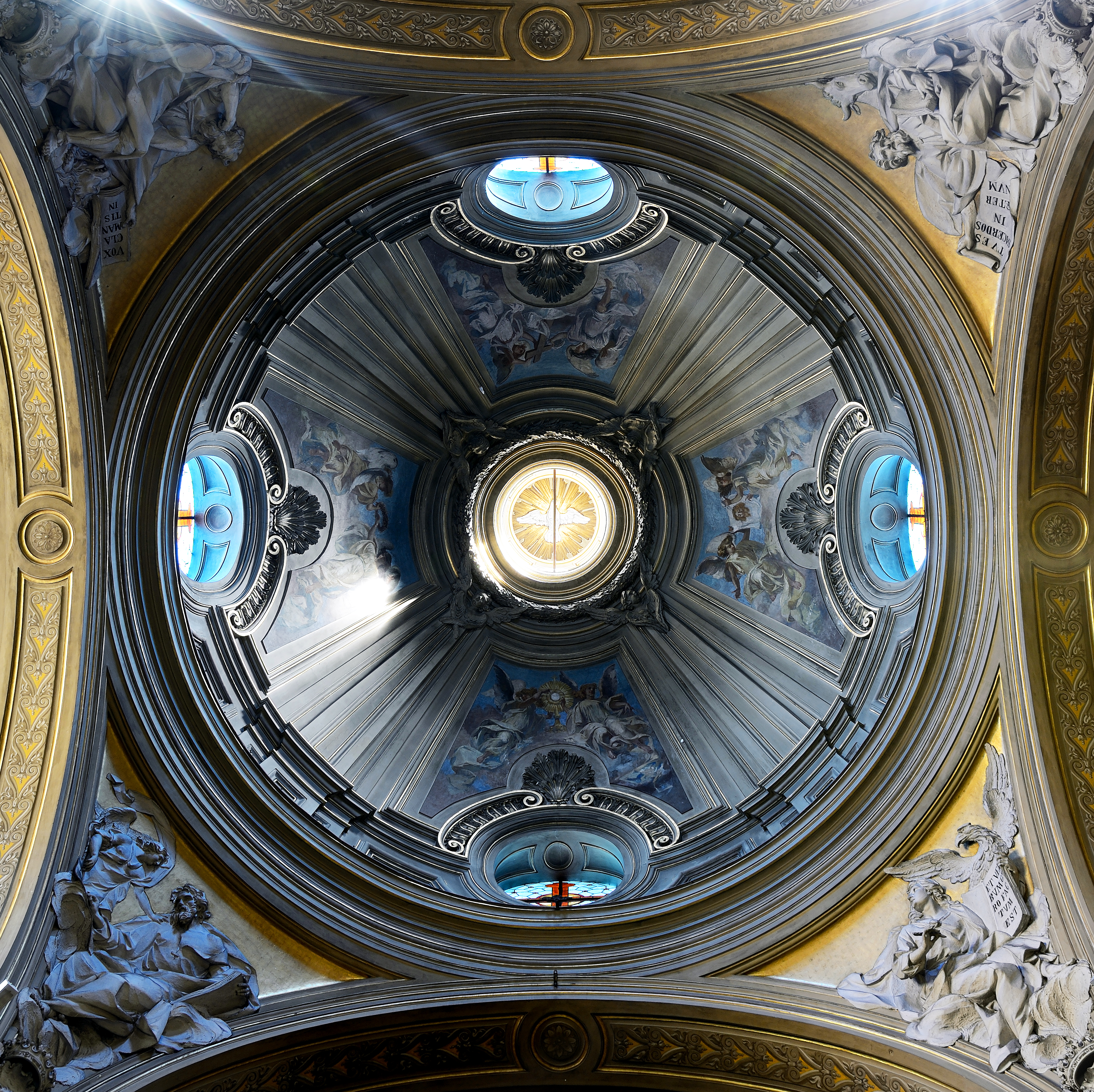
Interior da cúpula.